# Ioannis Fetfatzidis
Ioannis Fetfatzidis (grekiska: Ιωάννης Φετφατζίδης), född 21 december 1990, är en grekisk fotbollsspelare som spelar för Al-Khor. Han har även representerat det grekiska landslaget.

## Klubbkarriär
Den 29 september 2020 värvades Fetfatzidis av qatariska Al-Khor, där han skrev på ett treårskontrakt.

## Landslagskarriär
Fetfatzidis var uttagen i Greklands trupp vid fotbolls-EM 2012.